# Bobo-Dioulasso

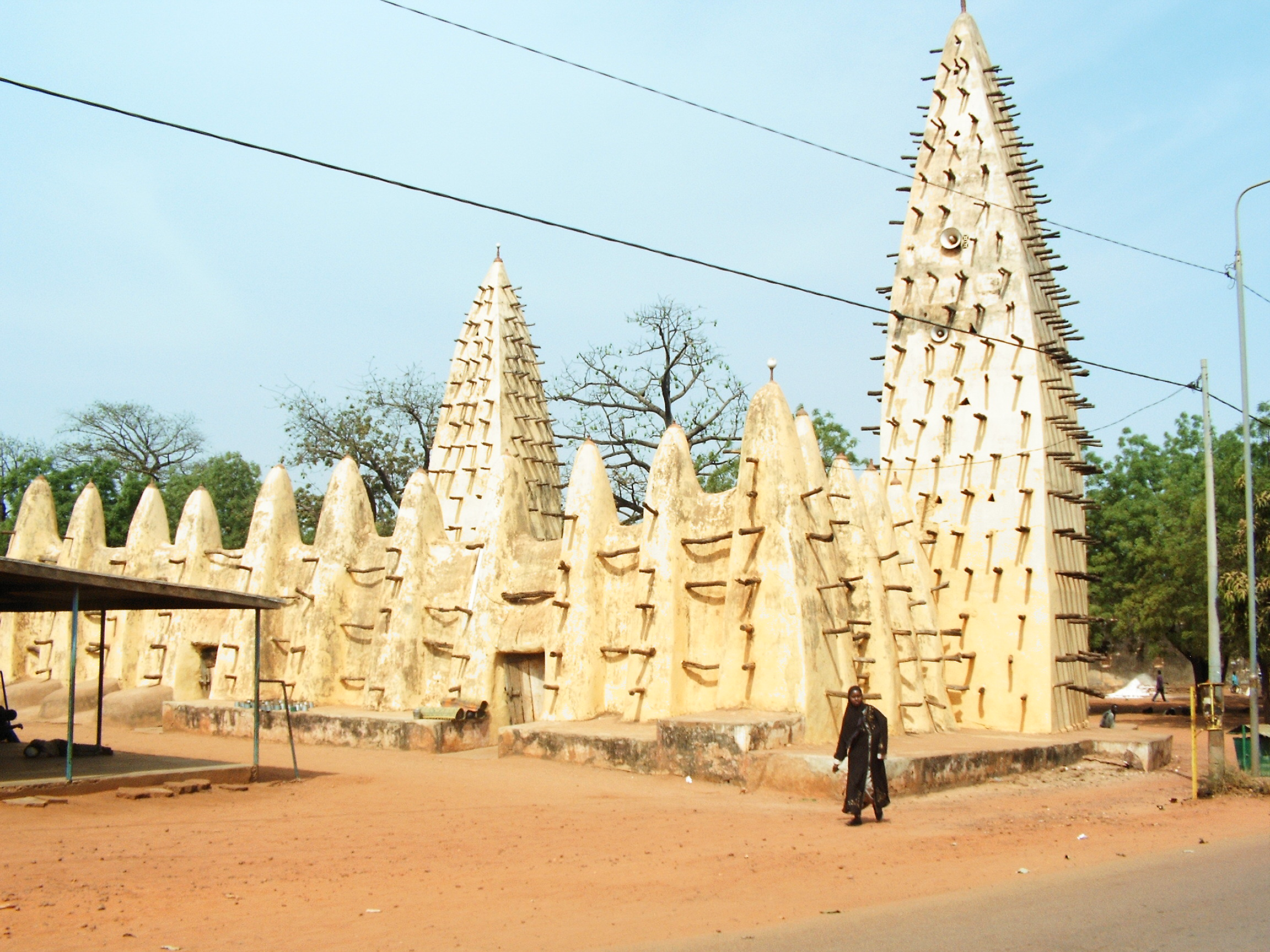
Stora moskén i Bobo-Dioulasso

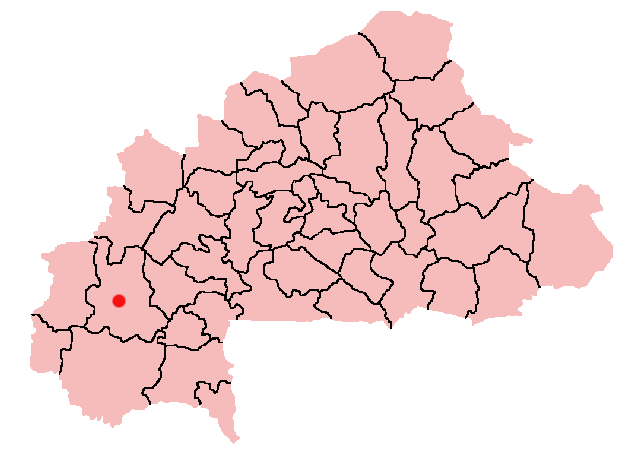
Stadens läge i Burkina Faso.

Bobo-Dioulasso är en stad och kommun i sydvästra Burkina Faso och är administrativ huvudort för provinsen Houet. Staden är landets näst största och hade 489 967 invånare vid folkräkningen 2006, med totalt 554 042 invånare i hela kommunen. Staden har en flygplats, Bobo Dioulasso Airport.

## Administrativ indelning
Staden är indelad i tre arrondissement:
- Dafra
- Dô
- Konsa